# Hospital Nossa Senhora da Conceição (Tubarão)
O Hospital Nossa Senhora da Conceição, fundado e mantido pela Sociedade Divina Providência, é um hospital geral da cidade de Tubarão, no estado de Santa Catarina. Com 394 leitos, é o maior hospital do estado em número de leitos.[carece de fontes?]

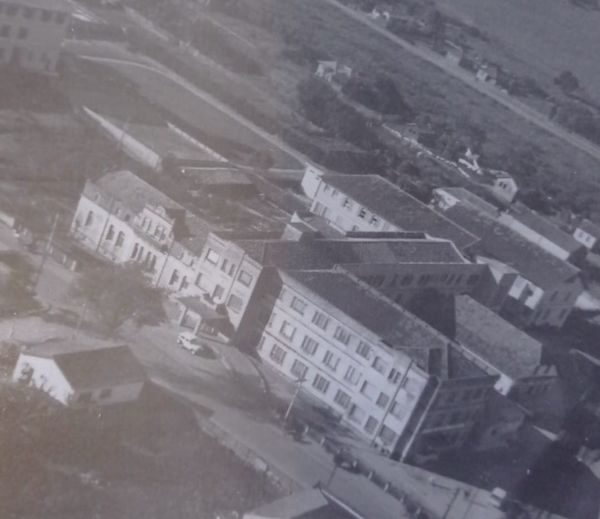
Fotografia aérea do Hospital Nossa Senhora da Conceição, década de 1940

O hospital é reconhecido nacionalmente por ineditismo de procedimentos na área de neurocirurgia.